# Valerie Davidson
Valerie Nurr'araaluk Davidson (née le 19 mai 1967 à Bethel) est une femme politique américaine, lieutenante-gouverneure de l'Alaska aux côtés du gouverneur William Walker d'octobre à décembre 2018.
D'appartenance yupik, elle est la première femme amérindienne à occuper un poste de lieutenant-gouverneur aux États-Unis.